# 200 a.C.
Il 200 a.C. (CC a.C. in numeri romani) è un anno  del II secolo a.C.

## Eventi

### Per luogo

#### Impero seleucide
- Antioco III continua la sua invasione di Palestina e Coele-Syria.

#### Grecia
- Filippo V di Macedonia sconfigge Rodi a Lade, per poi avanzare a Pergamo, attaccandone le città costiere del regno.
- Gli Acarnani, sostenuti dai Macedoni, invadono l'Attica, costringendo Atene, in precedenza neutrale, a cercare aiuto tra i nemici di Filippo. Attalo I di Pergamo, che si trova ad Egina con la sua flotta, riceve un'ambasciata ateniese che gli chiede di venire nella città per consultazioni. Saputo che ad Atene si trovano anche degli ambasciatori romani, Attalo si dirige in fretta e furia nella città.
- Marco Emilio Lepido, ambasciatore romano di Grecia, Siria ed Egitto, manda un ultimatum a Filippo V perché non attacchi alcuna città stato greca. Al rifiuto di Filippo, Roma gli dichiara guerra, scatenando così la seconda guerra macedonica.
- Il console romano Publio Sulpicio Galba Massimo chiede ad Attalo I e alla sua flotta di convergere, insieme a quella romana, sulla costa egea dove condurranno una campagna contro Filippo V, guidando incursioni nei suoi possedimenti nella zona.

#### Repubblica Romana
- Battaglia di Cremona. I Galli Cisalpini sono gravemente sconfitti dai Romani.
- Entrano in scena, a Roma, i baccanali, una festività mistica in onore del dio romano Bacco, dall'Italia meridionale all'Etruria (data approssimata).

#### Bactria
- Muore Eutidemo I, gli succede il figlio Demetrio

#### Sudamerica
- Fondazione della città di Tiwanaku come villaggio vicino al lago Titicaca nell'attuale Bolivia (data approssimata).
- Scompare la cultura Chavín, il che pone fine al periodo del Primo Orizzonte, e gli succede la cultura Nazca (data approssimata).

#### Cina
- A Chang'an, capitale della dinastia Han, ha inizio la costruzione del Palazzo Wei-Yang.
- Gli Hsiung-hu fanno la loro comparsa nei confini occidentali della Cina.
- Battaglia di Baideng: l'imperatore Gaozu viene sconfitto dagli Xiongnu.
- Inizia la costruzione della Grande Muraglia

### Per argomento

#### Arte
- Lisippo costruisce la testa di Alessandro Magno da una copia ellenistica di una statua post-IV secolo a.C., ora tenuta nel Museo Archeologico di Istanbul, in Turchia.
- In Cina e Mesopotamia inizia la scultura in cera persa (data approssimata).
- Gli artisti romani tentano di produrre l'illusione di piccole stele di marmo colorato che coprono le mura, create da attuali progetti architettonici, nelle case private. Questi tentativi dureranno per 120 anni.

#### Astronomia
- Eratostene ottiene le prime misure della distanza tra la Terra e il Sole (data approssimata). Studiando le eclissi lunari, il risultato sarebbe di 150.000.000 km (il valore attualmente accettato è di 149.597.870.693 m, con una differenza di ± 30 m).

## Morti
- Euforione di Calcide, poeta e bibliotecario greco antico (n. 275 a.C.)
- Marco Valerio Levino, politico e generale romano